# Южный проспект (Кривой Рог)
Южный проспект (укр. Проспект Південний) — проспект в Ингулецком районе города Кривой Рог Днепропетровской области Украины.

## История
В 1954 году по проспекту проложили однопутную трамвайную линию, в 1957 году завершили строительство второго пути. Tрамвайная линия соединяет жилой массив ЮГОКа с историческим центром города, Соцгородом, Карачунами и другими районами города.
В 1984 году по проспекту проложили троллейбусную линию.

## Характеристика
Протяжённость 4,9 километра. Начинается от Переяславской улицы, простирается преимущественно в северном направлении, заканчивается переходя в Каховскую улицу.  
С проспектом пересекаются и примыкают улицы Кармелюка, Макаренко, Савицкого, Панаса Мирного, Подлепы, Ярославская, Домостроительная, Профсоюзная и площадь Горной Славы.
В северной части проспект переходит в автодорогу Р74.
Важная транспортная артерия Кривого Рога с движением трамваев, троллейбусов, автобусов и маршрутных такси.